# كينون
تمثل مركبات الكينون أو الكوينون (أو الكينونات) فئة من المركبات العضوية التي تكون بنيتها الكيميائية مشتقة من مركبات عطرية (مثل البنزين أو النفثالين) وذلك بإجراء تحويل عدد زوجي من مجموعات =CH– إلى مجموعات –(C(=O– مع ترتيب للروابط المضاعفة بشكل يحصل فيه على نظام كامل الترافق من بنية حلقية ثنائية الكيتون.
يعد مركب 4،1-بنزوكينون (حلقي الهكساديينديون أو باراكينون) المركب النمطي لمركبات الكينون، ويطلق عليه غالباً اسم الكينون. من الأمثلة الأخرى المهمة 2،1-بنزوكينون (أورثوكينون)، و4،1-نفثوكينون وأنثراكينون.

## الخواص
تمثل مركبات الكينون المشتقات المتأكسدة من المركبات العطرية، ويتم عادة تحضيرها بسهولة من المركبات العطرية ذات المستبدلات المانحة للإكترونات مثل الفينولات والكاتيكولات، والتي تزيد من الخاصة المحبة للنوى للحلقة، وتساهم في جهد الاختزال الكبير اللازم للتخلص من العطرية، إذ أن الكينونات هي مركبات مترافقة ولكنها ليست عطرية. الكينونات هي مستقبلات مايكل محبة للإكترونات والتي تتثبت بنيتها بالترافق.

2،1-بنزوكينون
4،1-بنزوكينون
4،1-نفثوكينون
10،9-أنثراكينون

## اقرأ أيضاً
- أسينافثوكينون